# Euroavia
La Asociación Europea de Estudiantes de Ingeniería Aeroespacial (en inglés: European Association of Aerospace Students) es una iniciativa estudiantil europea que tiene como objetivo ser el nexo de unión entre la industria y estudiantes de ingeniería enfocados en el sector aeroespacial. EUROAVIA fue fundada en 1959 bajo la ley holandesa y a día de hoy, la asociación está compuesta de 43 grupos locales en 17 países europeos, sumando un total de aproximadamente 3000 miembros.
La finalidad de todas las acciones realizadas en EUROAVIA es fortalecer la conexión entre los estudiantes y la industria aeroespacial, así como estimular el intercambio cultural. Al mismo tiempo, la asociación quiere producir una mayor sensibilización del potencial de los estudiantes europeos y representarlos, por tanto, a un nivel internacional.
Los miembros de la asociación organizan constantemente reuniones internacionales, talleres y simposios. Además, los miembros de EUROAVIA también se reúnen regularmente en los dos encuentros generales de la asociación y en el taller anual. El evento más reconocido es, sin embargo, el Design Workshop.

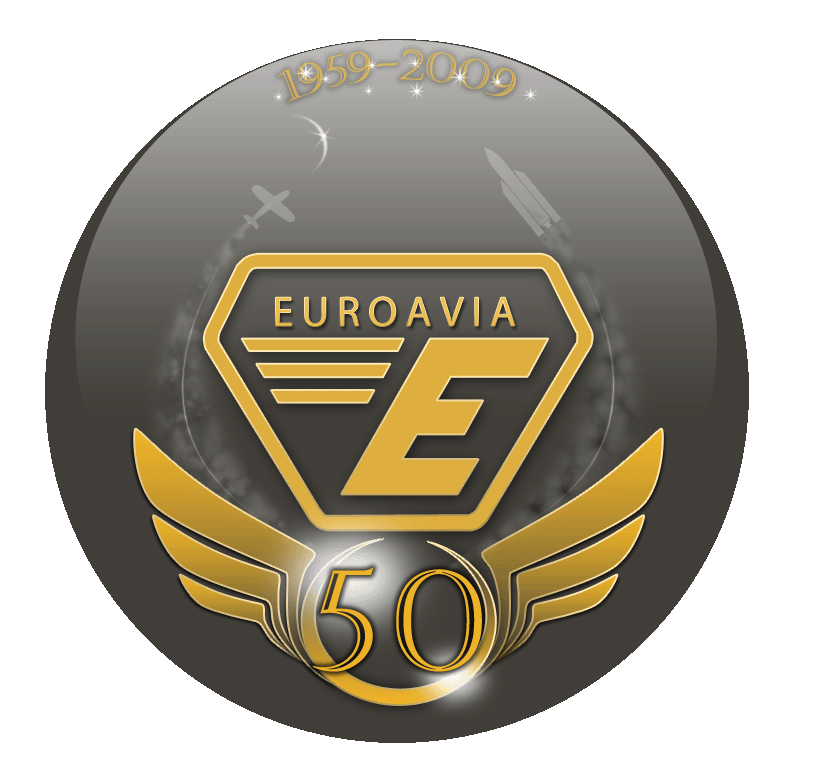
Logo del 50 aniversario de EUROAVIA.

En 1956, un grupo de estudiantes en Aquisgrán remarcó la inestable situación de las industrias astronáuticas y aeroespaciales debido a la falta de cooperación con los grandes organismos económicos. Después de largos debates entre estudiantes de Alemania, Francia y Países Bajos, se encontró una solución: "una buena cooperación entre industrias aeroespaciales de diferentes países podría dar lugar a una industria aún más poderosa". Fue entonces cuando se formalizó la misión del grupo: Unir todos los estudiantes europeos de ingeniería aeroespacial para ayudar a que esta cooperación a nivel europeo se hiciera realidad.
Así, comenzó una activa correspondencia entre profesores de aeronáutica procedentes de Bélgica, Francia y los Países Bajos. 
El origen como tal de esta cooperación está en las siguientes líneas:
"Los países no pueden proporcionar, por sí solos, las bases necesarias para potenciar el desarrollo de las industrias astronáutica y aeroespacial en el futuro. Es, por tanto, un imperativo resolver los grandes problemas y desafíos juntos, mediante la cooperación entre organizaciones civiles y militares del Gobierno y las Fuerzas Armadas, así como mejorar la investigación en las universidades europeas"
Aunque se pidió a los profesores que informaran a sus alumnos de la intención de establecer una asociación a nivel europeo, solo los estudiantes de París y Delft respondieron. El primer paso era cruzar las fronteras. En la primera mitad de 1958 el grupo de Aquisgrán había reunido ya a 14 estudiantes activos. Los contactos personales comenzaron por un estudiante francés y otro neerlandés. Le siguieron otros contactos durante visitas por Francia, Italia y los Países Bajos.
Fue en una de etas reuniones donde se formó un "comité provisoire" (comité provisional). Su objetivo era organizar una asamblea constituyente para la formación de la asociación planeada, llamada EUROAVIA.
Entre el 22 y el 28 de septiembre de 1958 las universidades de Aquisgrán, Delft, París y Pisa discutieron sobre la organización y los objetivos de EUROAVIA. Esta reunión resultó en la convocatoria de la Asamblea Constituyente de EUROAVIA en Aquisgrán del 9 al 17 de marzo de 1959.
Los días entre estas dos reuniones estuvieron repletos de trabajo, dificultades y esperanza. No fue fácil convencer a la gente de que su esfuerzo ayudaría a diseñar la industria aeroespacial del futuro.
Eran en total 30 estudiantes de 10 universidades procedentes de 4 países. Los estatutos fueron presentados y aceptados el lunes 16 de marzo de 1959. Por tanto, fue el 1 de mayo de 1959 cuando comenzó oficialmente la constitución de EUROAVIA.
El grupo de Aquisgrán actuó como comité internacional el primer año. Jean Roeder se convirtió en el primer presidente de EUROAVIA. Con el nacimiento de EUROAVIA su sueño se hizo realidad. Los objetivos del comité central fueron, por un lado, establecer contactos con las industrias así como con el público general, y por otro, llevar a los demás países europeos los propósitos de EUROAVIA.

## Estructura
Actualmente EUROAVIA se estructura en tres grupos: el comité internacional (International Board), las asociaciones afiliadas (Affiliated Societies) y los grupos de trabajo (Working Groups)
El Comité Internacional (IB) representa EUROAVIA a nivel europeo. Es designado durante de congreso anual EMEAC (Electoral Meeting of the EUROAVIA Congress), que tiene lugar normalmente en abril o mayo. Los participantes forman el Comité Internacional Designado (DIB), elaborando un presupuesto y un plan de negocios, todo esto antes de que tomen el puesto de sus predecesores en el AMEAC (Annual Meeting of the EUROAVIA Congress) en octubre. Los estudiantes de los Grupos Locales participan en la formación de los dos congresos. Varios Grupos de Trabajo se han designado para proyectos específicos a largo plazo. Estos grupos tienen autonomía decisiva y presupuestaria e informan directamente en los congresos de EUROAVIA.

### Comité Internacional
A nivel europeo, es el comité internacional quien lidera la asociación. Supervisa las actividades internacionales de las asociaciones, coordina los grupos de trabajo, controla el presupuesto y es responsable de todas las relaciones exteriores de la asociación a nivel internacional. El comité está formado por 5 miembros: Presidente/a, Secretario/a, Tesorero/a y dos Miembros Ejecutivos.

### Asociaciones Afiliadas

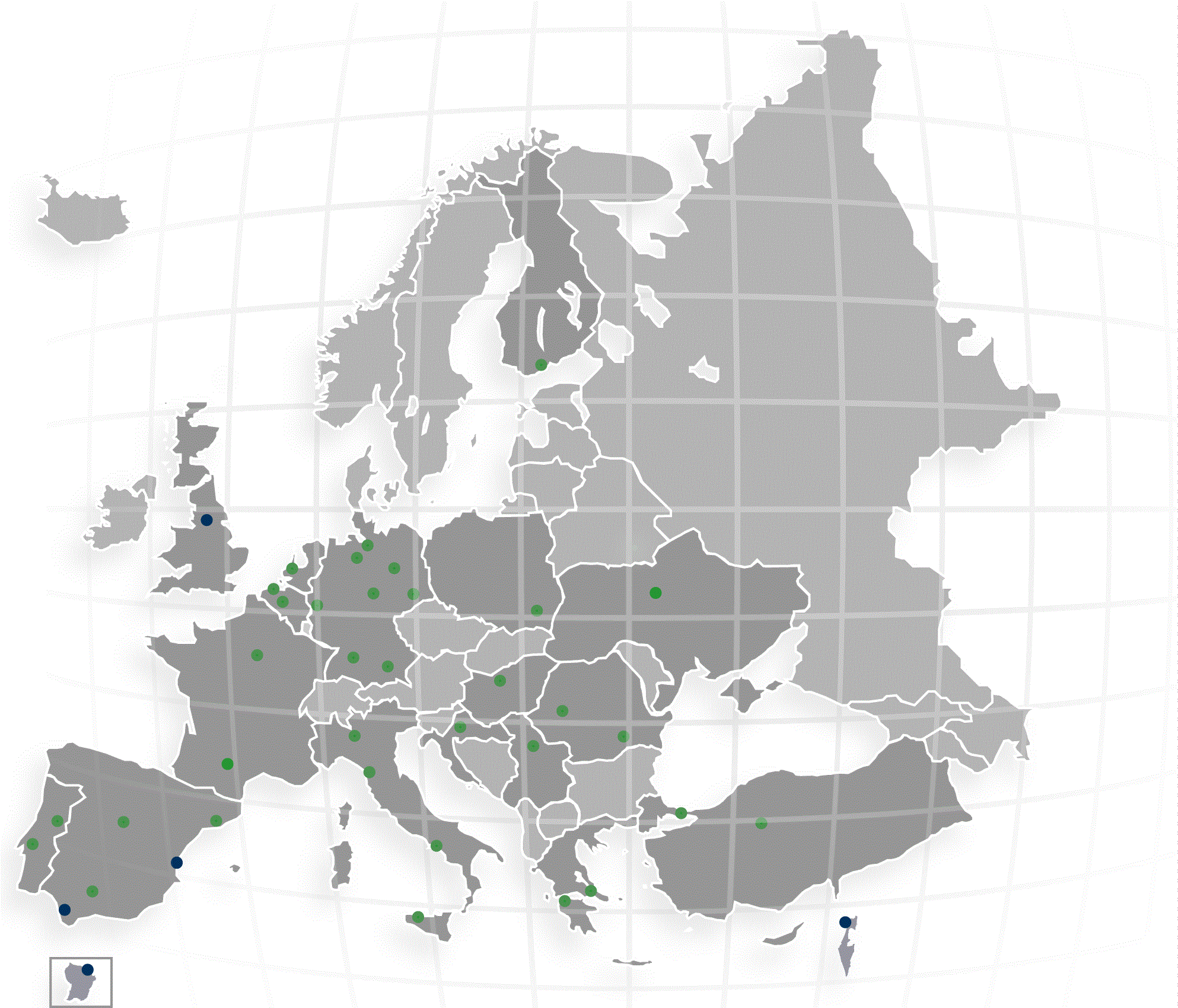
Mapa de Europa mostrando los grupos locales de EUROAVIA.

Los 43 grupos locales en 17 países europeos actúan independientemente en sus asuntos locales y están principalmente conectados a sus respectivas universidades.
Existen grupos locales de EUROAVIA en las siguientes ciudades: Aquisgrán, Ankara, Atenas, Belgrado, Braunschweig, Bremen, Bucarest, Budapest, Castelldefels, Delft, Dresde, Hamburgo, Helsinki, Estambul, Kiev, Lovaina, Lisboa, Madrid, Milán, Múnich, Nápoles, Palermo, París, Patras, Pisa, Rzeszów, Sevilla, Stuttgart, Tarrasa, Turín, Toulouse, Valencia y Zagreb.
Los grupos locales de Carlow, Salónica, Padova y Samsun ostentan actualmente el status de Prospected Affiliated Society, lo que quiere decir que están en proceso de unirse formalmente a EUROAVIA.
| País         | Universidades |
| ------------ | --- |
| Alemania     | Universidad Técnica de Aquisgrán (RWTH), Universidad Técnica de Brunswick, Universidad de Ciencias Aplicadas de Bremen, Universidad Técnica de Dresde, Universidad Técnica Hamburg-Harburg Universidad Técnica de Múnich, Universidad de Stuttgart |
| Bélgica      | Universidad Católica de Lovaina |
| Croacia      | Universidad de Zagreb |
| España       | Universidad Politécnica de Cataluña, Universidad Politécnica de Madrid, Universidad de Sevilla, Universitat Politècnica de València |
| Finlandia    | Universidad Aalto |
| Francia      | EPF - École d'ingénieurs, Institut Supérieur de l'Aéronautique et de l'Espace |
| Grecia       | Universidad Politécnica Nacional de Atenas, Universidad de Patras |
| Hungría      | Universidad de Tecnología y Economía de Budapest |
| Italia       | Politecnico di Milano, Universidad de Nápoles Federico II, Universidad de Palermo, Universidad de Pisa, Politécnico de Turín |
| Países Bajos | Universidad Técnica de Delft |
| Polonia      | Universidad de Politécnica de Rzeszów |
| Portugal     | Universidad Técnica de Lisboa, Universidad de Beira Interior |
| Rumania      | Universidad Politécnica de Bucarest, Universidad Técnica de Cluj-Napoca |
| Serbia       | Universidad de Belgrado |
| Turquía      | Universidad Politécnica de Estambul, Universidad Técnica de Medio Oriente (METU) |
| Ucrania      | Instituto Politécnico de Kiev |

### Grupos de trabajo
EUROAVIA se estructura internamente en distintos grupos de trabajo que se encargan de las diversas tareas de la asociación. Tanto aquellas relacionadas con la organización interna de la asociación, como aquellas tareas de cara al exterior. Para asegurar que todo marcha correctamente, los Grupos de Trabajo de EUROAVIA se ocupan de diversas tareas:

#### EUROAVIA News
Se trata de la revista oficial de la asociación, que se publica trimestralmente, Esta tarea es realizada por un Grupo de Trabajo permanente del grupo local de Delft. Contiene informes locales, artículos técnicos y noticias referentes a la industria; por tanto, debe verse como un instrumento de comunicación y una importante fuente de noticias relativas a la ingeniería e informes sobre eventos internos.

#### Newsletter
Es un boletín de noticias interno mensual y proporciona noticias sobre temas internos y sobre la situación de los grupos locales, Grupos de Trabajo y la asociación en general. Se distribuye digitalmente y se utiliza también como medio de expresión para todos los miembros.

#### EUROAVIA Young Engineers (EYE)
Se trata de un Grupo de Trabajo que recolecta becas y posibilidades laborales, aglutinándolas en una base de datos accesible desde la página web. Este servicio está siendo ampliado con el objetivo de dar la posibilidad a los usuarios de presentar sus CV y cartas de motivación de tal forma que las empresas puedan verlos como una fuente de futuros trabajadores cualificados, beneficiando así a ambas partes: los usuarios tienen agrupadas en una aplicación las posibilidades de trabajo y las compañías consiguen una lista de posibles candidatos interesados en la aeronáutica.

#### EUROAVIA Alumni Network (EAN)
Esta red construida por antiguos miembros activos de EUROAVIA está en contacto con la asociación a través del Alumni Working Group. En un futuro próximo se va a formalizar la manera en la que los antiguos miembros de EUROAVIA pueden contribuir, con el objetivo de crear redes fructíferas que no se limiten únicamente al tiempo que duran los estudios.

#### Relaciones Públicas (PR)
El Grupo de Trabajo encargado de las relaciones públicas tiene la tarea de mantener una vía de comunicación corporativa tanto en la asociación como con las third parties (empresas, instituciones, universidades, etc) y los medios de comunicación. El PRWG es el Grupo de Trabajo más joven de EUROAVIA, fundado en el EMEAC de 2008 en Rzeszow.

## Cooperación con otras organizaciones
En el marco del Informal Forum for International Student Organisations (IFISO), EUROAVIA coopera con otras organizaciones de estudiantes en diversos campos relacionados con la gestión y el desarrollo de asociaciones de estudiantes.